# Frontera entre Moçambic i Sud-àfrica
La frontera entre Moçambic i Sud-àfrica es divideix en dos segments, separats pel regne de Swazilàndia. El segment nord, que té 410 quilometres (255 mi) de llarg, transcorre de nord a sud al llarg de les muntanyes Lebombo des de Zimbabwe a Swazilàndia. El segment sud, que té una llargada de 81 quilometres (50 mi), transcorre d'est a oest travessant Maputaland des de Swazilàndia fins l'oceà Índic.

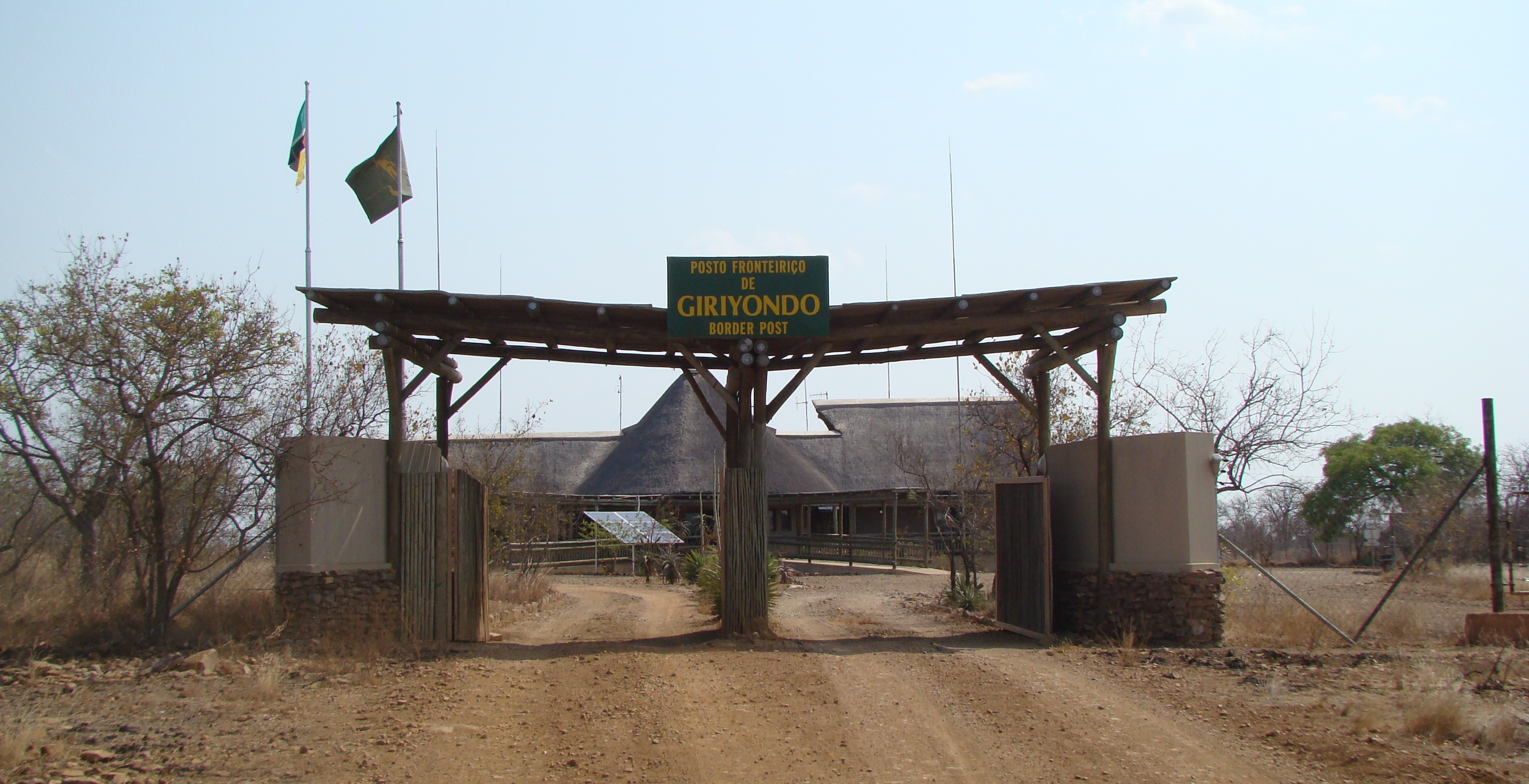
El petit i recent pas fronterer de Giriyondo al Parc Nacional Kruger

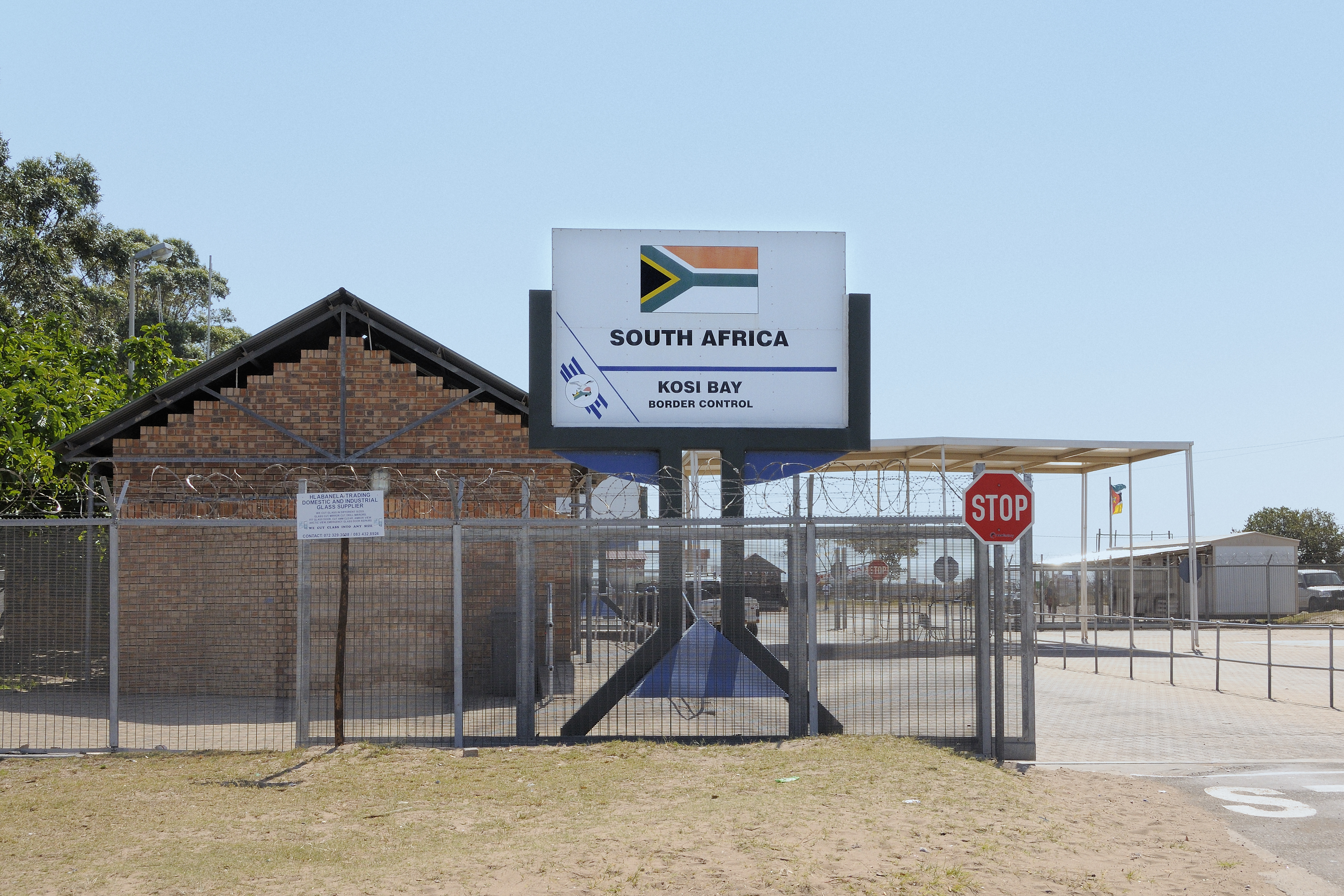
Pas franterer de Kosi Bay border a la part sud de la frontera

## Geografia
El trifini amb Zimbabwe es troba a Crooks' Corner, al riu Limpopo molt a prop de la seva confluència amb el 
riu Luvuvhu. La frontera s'estén en línia recta des d'aquest punt de triple intersecció al riu Shingwedzi, i després al llarg d'una sèrie de línies rectes que uneixen les balises al llarg de la part superior del vessant oriental de les muntanyes Lebombo. Travessa els rius Olifants, Sabie i Komati. Aquest segment de la frontera acaba en el punt de triple intersecció al nord de Swazilàndia a Mpundweni Beacon vora Namaacha.
El punt de triple intersecció al sud de Swazilàndia és a Drift Abercorn al riu Usutu (riu Maputo), on es troba amb el riu la frontera entre Moçambic i Swazilàndia al llarg de les muntanyes Lebombo. A partir d'aquí la frontera segueix l'Usuthu a la seva antiga confluència amb el riu Pongola; la ubicació de la confluència ha canviat des de la frontera va ser demarcada. La frontera transcorre en direcció est al llarg de línies rectes que uneixen les balises a la mateixa latitud que la confluència Usutu-Pongola (aproximadament 26° 52' sud). Es reuneix a l'Oceà Índic per sota del pic de Monte Ouro, just al sud de Ponta do Ouro.

## Passos fronterers
Hi ha quatre passos fronterers oficials, tres al segment nord i un al segment sud. El principal pas és Ressano Garcia/Lebombo on l'autopista i el ferrocarril del corredor de Maputo travessa la frontera. Els passos fronterers s'enumeren de nord a sud en la següent taula.
| Moçambic     | Moçambic       | Sud-àfrica | Sud-àfrica    | Horari d'apertura                                  | Notes                                                               | Coordenades                                        |
| Carretera    | Pas fronterer  | Carretera  | Pas fronterer | Horari d'apertura                                  | Notes                                                               | Coordenades                                        |
| ------------ | -------------- | ---------- | ------------- | -------------------------------------------------- | ------------------------------------------------------------------- | -------------------------------------------------- |
| Segment nord |                |            |               |                                                    |                                                                     |                                                    |
|              | Pafuri         | S63        | Pafuri        | 8:00–16:00                                         | Travessant el Parc transfronterer del Gran Limpopo.                 | 22° 26′ 56″ S, 31° 18′ 57″ E / 22.4490°S,31.3157°E |
|              | Giriyondo      | H15        | Giriyondo     | 8:00–16:00 October–March 8:00–15:00 Abril–Setembre | Travessant Parc transfronterer del Gran Limpopo; només ús turístic. | 23° 35′ 02″ S, 31° 39′ 36″ E / 23.5840°S,31.6600°E |
| EN4          | Ressano Garcia | N4         | Lebombo       | 6:00–24:00                                         |                                                                     | 25° 26′ 35″ S, 31° 59′ 12″ E / 25.4431°S,31.9867°E |
| Segment sud  |                |            |               |                                                    |                                                                     |                                                    |
|              | Ponta do Ouro  | R22        | Badia de Kosi | 8:00–16:00                                         |                                                                     | 26° 51′ 51″ S, 32° 49′ 45″ E / 26.8643°S,32.8293°E |